# Momodu Mutairu
Momodu Mutairu est un footballeur international nigérian né le 2 septembre 1976. Il était attaquant.